# Несвич

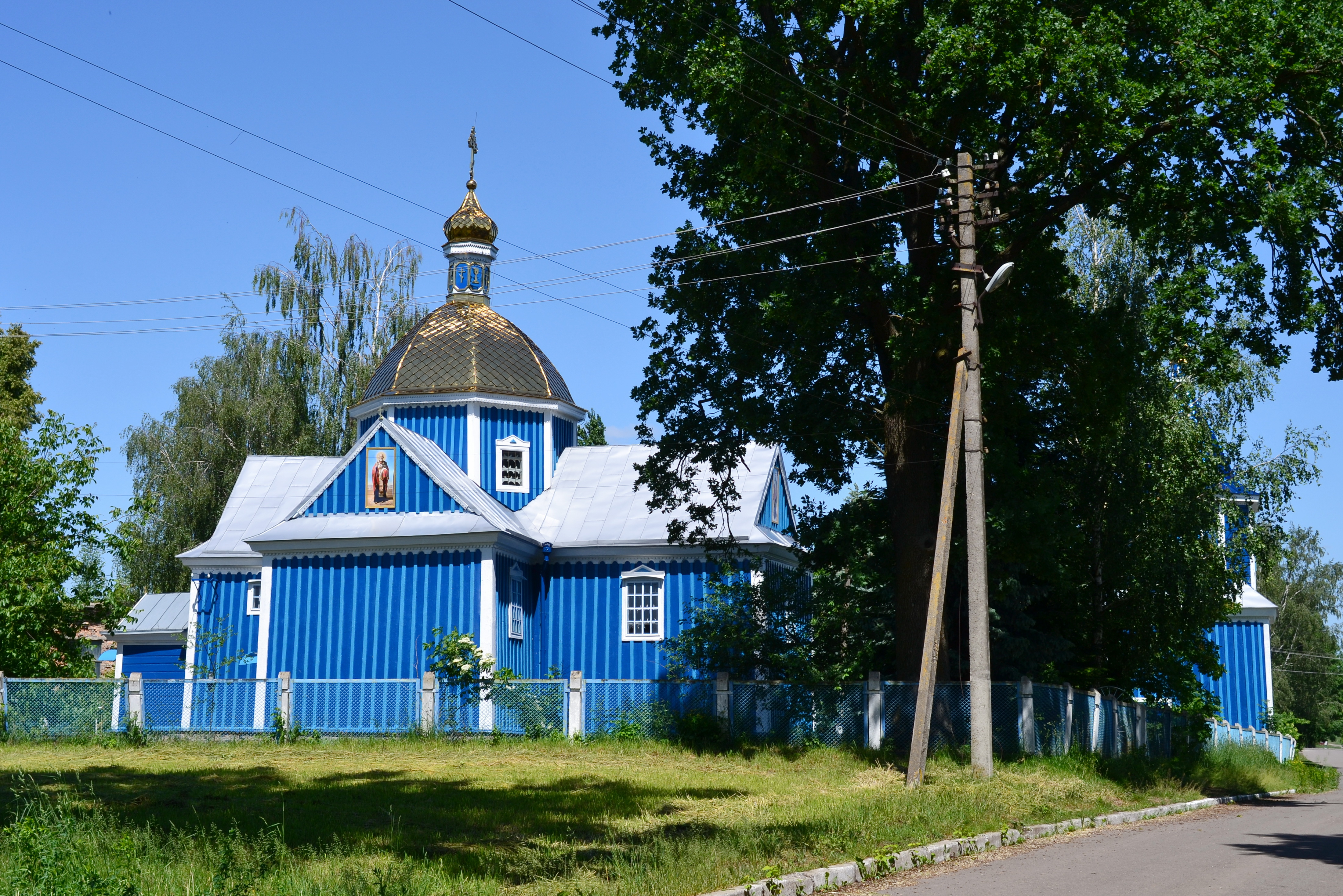
Михайловская церковь (1771 г.)

Несвич (укр. Несвіч) — село в Городищенской сельской общине Луцкого района Волынской области Украины.
Код КОАТУУ — 0722884001. Население по переписи 2024 года составляет 738 человек. Почтовый индекс — 45652. Телефонный код — 332. Занимает площадь 2,719 км².